# Schaufelspitze (Stubaier Alpen)
Schaufelspitze är en bergstopp i Österrike.   Den ligger i distriktet Imst och förbundslandet Tyrolen, i den västra delen av landet, 400 km väster om huvudstaden Wien. Toppen på Schaufelspitze är 3 332 meter över havet, eller 399 meter över den omgivande terrängen. Bredden vid basen är 9,5 km.
Terrängen runt Schaufelspitze är huvudsakligen bergig, men den allra närmaste omgivningen är kuperad. Runt Schaufelspitze är det ganska glesbefolkat, med 26 invånare per kvadratkilometer.. Närmaste större samhälle är Sölden, 8,8 km väster om Schaufelspitze. 
Trakten runt Schaufelspitze består i huvudsak av gräsmarker.